# Potpourri (hudba)
Potpourri je hudební skladba, která se skládá z úryvků již existujících skladeb a následně tvoří nový, víceméně harmonický hudební celek.

## Původ
Slovo potpourri bylo převzato z francouzského pot pourri. Původně tento výraz označoval eintopf, v doslovném překladu znamená „shnilý hrnec“ V hudbě je potpourri, také označovaný anglicismem medley
Potpourri v hudbě vzniklo z quodlibetu, ale liší se od něj tím, že v potpourri zazní úryvky ze známých melodií v pořadí jedna za druhou, zatímco v quodlibetu lze různé melodie nastavit i současně.
Regionálními variantami takových pořadí melodií byly v první polovině 16. století fricassée ve Francii a ensalada ve Španělsku. Francouzské „comédies en vaudevilles“ pařížských jarmarečních divadel v 17.–18. století byly jakýmsi druhem potpourri. Kolem roku 1800 se také stalo běžnou praxí sestavovat divadelní předehry ze známých melodií („potpourri předehra“).
Skladatelé jako Grieg, Sibelius nebo Čajkovskij tento termín používali pro řadu menších skladeb spojených společným tématem. Známá témata a melodie z oper a operet často sám skladatel nebo aranžéři řadili do nových sekvencí, aby oslovili širokou veřejnost. Velké stylové kontrasty se často používaly pro vytvoření parodického efektu
„Medley“ a „potpourri“ se často používají zaměnitelně. V některých případech se však rozlišuje to, že přechody v medley jsou měkčí než v potpourri. Jiní zas vidí označení jako v podstatě synonyma ale domnívají se, že termín „medley“ se vztahuje spíše k úpravám populárních melodií z oblasti lehké hudby. Medley/potpourri se liší od hudební koláže, která je volným seskupením různých hudebních prvků.